# Unterseeboot 639
L'Unterseeboot 639 ou U-639 est un sous-marin allemand (U-Boot) de type VIIC utilisé par la Kriegsmarine pendant la Seconde Guerre mondiale.
Le sous-marin est commandé le 20 janvier 1941 à Hambourg (Blohm & Voss), sa quille posée le 31 octobre 1941, il est lancé le 22 juillet 1942 et mis en service le 10 septembre 1942, sous le commandement de l'Oberleutnant zur See Walter Wichmann.
L'U-639 n'endommage ni ne coule aucun navire au cours des quatre patrouilles (99 jours en mer) qu'il effectue.
Il coule par l'attaque d'un sous-marin soviétique dans l'océan Arctique en août 1943.

## Conception
Unterseeboot type VII, l'U-639 avait un déplacement de 769 tonnes en surface et 871 tonnes en plongée. Il avait une longueur totale de 67,10 m, un maître-bau de 6,20 m, une hauteur de 9,60 m et un tirant d'eau de 4,74 m. Le sous-marin était propulsé par deux hélices de 1,23 m, deux moteurs diesel Germaniawerft M6V 40/46 de 6 cylindres en ligne de 1 400 cv à 470 tr/min, produisant un total de 2 060 à 2 350 kW en surface et de deux moteurs électriques BBC GG UB 720/8 de 375 cv à 295 tr/min, produisant un total 550 kW, en plongée. Le sous-marin avait une vitesse en surface de 17,7 nœuds (32,8 km/h) et une vitesse de 7,6 nœuds (14,1 km/h) en plongée. Immergé, il avait un rayon d'action de 80 milles marins (150 km) à 4 nœuds (7,4 km/h; 4,6 milles par heure) et pouvait atteindre une profondeur de 230 m. En surface son rayon d'action était de 8 500 milles nautiques (soit 15 700 km) à 10 nœuds (19 km/h). 
L'U-639 était équipé de cinq tubes lance-torpilles de 53,3 cm (quatre montés à l'avant et un à l'arrière) qui contenait quatorze torpilles. Il était équipé d'un canon de 8,8 cm SK C/35 (220 coups) et d'un canon antiaérien de 20 mm Flak. Il pouvait transporter 26 mines TMA ou 39 mines TMB. Son équipage comprenait 4 officiers et 40 à 56 sous-mariniers.

## Historique
En phase d'entraînement à la 5. Unterseebootsflottille jusqu'au 31 mars 1943, il entre en unité de combat dans la 11. Unterseebootsflottille puis dans la 13. Unterseebootsflottille à partir du 1er juin 1943.
Sa première patrouille est précédée de courts trajets à Kiel, à Kristiansand, à Stavanger et à Bergen. Elle commence le 24 mars 1943 au départ de Bergen pour la mer de Norvège.
À partir d'août 1943, il dépose des mines au nord de la Russie. Au cours de cette opération, il est torpillé et coule le 28 août 1943 à 10 h 51 en mer de Kara au nord-est du cap Jelania, à la position 76° 40′ N, 69° 40′ E, par le sous-marin soviétique S-101.
Les quarante-sept membres d'équipage meurent dans cette attaque.

## Affectations
- 5. Unterseebootsflottille du 10 septembre 1942 au 31 mars 1943 (Période de formation).
- 11. Unterseebootsflottille du 1er avril 1943 au 31 mai 1943 (Unité combattante).
- 13. Unterseebootsflottille du 1er juin 1943 au 28 août 1943 (Unité combattante).

## Commandement
- 'Oberleutnant zur See Walter Wichmann du 10 septembre 1942 au 28 août 1943.

## Patrouilles
|       | Commandant            | Départ          | Départ       | Arrivée       | Arrivée      | Jours    | Succès |
| ----- | --------------------- | --------------- | ------------ | ------------- | ------------ | -------- | ------ |
|       | Oblt. Walter Wichmann | 18 mars 1943    | Kiel         | 20 mars 1943  | Kristiansand | 3 jours  |        |
|       | Oblt. Walter Wichmann | 21 mars 1943    | Kristiansand | 21 mars 1943  | Stavanger    | 1 jour   |        |
|       | Oblt. Walter Wichmann | 22 mars 1943    | Stavanger    | 22 mars 1943  | Bergen       | 1 jour   |        |
| 1     | Oblt. Walter Wichmann | 24 mars 1943    | Bergen       | 25 avril 1943 | Hammerfest   | 33 jours |        |
| 2     | Oblt. Walter Wichmann | 12 mai 1943     | Hammerfest   | 7 juin 1943   | Harstad      | 27 jours |        |
|       | Oblt. Walter Wichmann | 8 juin 1943     | Harstad      | 8 juin 1943   | Narvik       | 1 jour   |        |
|       | Oblt. Walter Wichmann | 14 juin 1943    | Narvik       | 15 juin 1943  | Trondheim    | 2 jours  |        |
| 3     | Oblt. Walter Wichmann | 24 juillet 1943 | Trondheim    | 4 août 1943   | Harstad      | 12 jours |        |
|       | Oblt. Walter Wichmann | 5 août 1943     | Harstad      | 5 août 1943   | Narvik       | 1 jour   |        |
| 4     | Oblt. Walter Wichmann | 11 août 1943    | Narvik       | 28 août 1943  | Coulé        | 18 jours |        |
| Total | Total                 | Total           | Total        | Total         | Total        | 99 jours | 0 t    |

Notes : Oblt. = Oberleutnant zur See